# 이창근 (축구 선수)
이창근(李昌根, 1993년 8월 30일 ~ )는 대한민국의 축구 선수로 포지션은 골키퍼이며 현재 K리그1 대전 하나 시티즌 소속이다.

## 선수 경력

### 부산 아이파크
2012년 부산 아이파크를 졸업한 뒤 부산 아이파크에 입단하며 프로에 직행했다.
입단 첫 해에는 출전하지 못했지만 이후 2013 시즌 전상욱이 성남 FC로 이적한 후 이범영에 이어 팀 내 2번째 골키퍼로 도약하여 리그 5경기에 출전하였다. 2014 시즌 9월 10일 이동국의 페널티킥까지 막아내며 팀의 승점 1점을 지켜냈고 맨오브매치(MOM)에 뽑혔고 24라운드 베스트 11에도 선정됐다.
리그 7경기, 2015년에도 리그 11경기에 출장하며 점차 출전하는 경기를 늘려갔다.
2016 시즌을 앞두고 원하는 구단이 상당히 많았으나 부산 구단은 유소년 시절부터 키운 프랜차이즈 스타라는 이유로 제안을 모두 뿌리쳤다. 기존의 부동의 주전 골키퍼였던 이범영이 아비스파 후쿠오카로 이적하면서 등번호 1번을 받았고 구단도 2부 리그로 강등 당한 만큼 무난히 주전으로 기용돼서 활약할 것으로 전망됐다.
4월 18일 경남과의 홈경기에는 골키퍼 자리에는 부상으로 빠진 구상민을 대신해 선발로 나왔다. 후반 26분에는 슈퍼세이브가 빛났다. 이날은 예전의 좋은 모습을 보여주며 여러 차례 슈퍼세이브를 기록해 맨오브매치(MOM)에 뽑혔다. 하지만 새로 영입된 구상민과의 주전 경쟁에서 패배했고 김형근에게까지 밀리며 3선발 골키퍼로 전락했다. 전반기 리그 3경기 출장에 그쳤고 백업으로 전락하며 올림픽 대표팀에서도 밀려났다.
결국 시즌 중반 부산을 떠났다.

### 수원 FC
2016년 여름 수원 FC로 이적했다. 군 입대를 앞둔 기존 주전 골키퍼 박형순의 대체자로 영입한 것이었다.
7월 3일 전북과의 홈경기에서 놀라운 선방 과시했고 빠른 순발력과 탄력 넘치는 움직임으로 골문 방어했다. 데뷔전을 치른 후 주전 골키퍼로 도약했다. 20일 포항과의 홈경기에서 안정된 골문 수비로 승리의 밑거름 역할을 했고 빠른 판단력과 민첩한 움직임으로 상대 공격 저지 했다. 24일 성남과의 원정경기에서 위기 때마다 선방쇼로 승리의 밑거름 활약했다. 8월 27일 인천과의 홈경기에서 몸을 사리지 않는 수비와 문전 장악으로 무실점 승리 주도했다. 9월 25일 전남과의 홈경기에서 강한 집중력으로 선방 플레이 보여줬고 경기 종료 직전 결정적인 슈팅을 연거푸 막으며 무실점 활약했다. 36라운드 홈 수원 더비에서 백패스를 손으로 잡는 황당한 실수로 간접 프리킥을 내주었고 결국 실점하고 말았다.이날 저 실수도 실수였지만 3실점이나 하며 최악의 하루를 보냈다.
활약은 수비 불안에 시달리던 수원 FC에게는 단비와도 같았지만 결국 팀의 강등을 막지 못했다. 하지만 골키퍼로서 반 시즌 밖에 소화하지 못했음에도 리그 베스트 일레븐 최종 후보 3인에 오를 정도로 엄청난 퍼포먼스를 보여주며 중상위권 구단들에게 큰 어필이 됐다.

### 제주 유나이티드
2016 시즌 종료 후 김경민의 임대로 백업 골키퍼가 필요해진 제주 유나이티드로 이적했다.
제주에서 베테랑 골키퍼 김호준과 함께 로테이션으로 기용되며 2년 연속 ACL 진출에 기여했다.
2018년 11월 10일, K리그 통산 100경기 출장을 달성했다.
2019 시즌에도 부동의 주전 골키퍼로 활약하고 있으며 경기마다 엄청난 선방을 보여 줬으나 제주는 시즌 개막 후 4경기 연속 무승의 늪에 빠지며 리그 최하위로 떨어졌다.
FA컵 16강 상주와의 원정경기에서 선발 출전했다. 상주의 2번 키커 파넨카 킥을 완벽한 슈퍼 세이브로 막아냈지만 승부차기는 장기화되었다. 그러나 이후 상대의 슈팅을 하나도 막지 못했고, 양 팀 골키퍼 이창근과 권태안까지 모두 성공한 후 스코어 12:12 상황에서 14번 키커까지 차례가 돌아왔다. 상주의 14번 키커는 성공하였으나, 제주의 14번 키커는 또 다시 실축하면서 끝내 팀의 FA컵 탈락을 막지 못했다. 승부차기에서 PK 13개를 허용했다는 것 때문에 비판 여론도 만만치 않지만, 그래도 활약이 없었다면 승부차기까지 가지도 못했다며 옹호하는 의견도 있었다.
오승훈이 영입된 후 주전 자리를 뺏겼다.
그러나 오승훈도 확실한 안정감을 주지 못하고 애매한 폼과 기복을 보여 주는 바람에 시즌 막판에는 다시 출전했고 인천과의 단두대 매치에서 무고사의 PK를 선방하며 승리를 견인하는 등 기대 이상의 활약을 보여 주었으나 결국 37라운드 수원전에서 2 – 4로 패하며 다이렉트 강등이 확정됐다.
2021년 9월 25일 32R 포항과의 원정경기에서 선발출전하여 2실점하였지만 결정적인 선방을 보여주며, 팀의 4대2 승리를 이끌었다.

### 상주/김천 상무
2019 시즌 종료 후 상무에 입대했으며 2020 시즌 초반에는 황병근에게 밀려 출전하지 못했다.
11라운드 인천과의 원정경기에서는 2명이 퇴장당한 최하위 인천을 상대로 경기 종료 직전 동점골을 허용하며 무실점 연승 기록을 마무리 짓게 되었다.
2021 시즌에는 새로운 연고지를 찾은 김천 상무 소속으로 K리그2에서 4월까지 주전으로 나서며 8경기 11실점을 기록했다. 이후 신병으로 합류한 구성윤이 매치핏을 회복하자 자연스럽게 세대 교체를 진행해 벤치로 빠졌고 6월 23일에 전역하며 팀을 떠났다.

### 대전 하나 시티즌
2022년 1월 11일, 김동준과 이지솔의 반대 급부로 권한진, 김영욱과 함께 2:3 트레이드로 대전 하나 시티즌 이적했다. 이로써 반 년 만에 다시 K리그2 무대로 돌아오게 됐다. 3월 15일 안산과의 홈경기에서 시즌 처음으로 클린시트를 기록하였다가 이후 쭉 주전으로 출장했고, 4월 18일 열린 아산과의 원정경기에서 오랜만에 클린시트를 기록하며 리그 11라운드 베스트 일레븐에 선정되었으며, 연이은 12라운드 안산과의 원정경기에서 베스트 일레븐에 선정되었다. 17라운드 부천과의 홈경기에서 클린시트를 기록하며 17라운드 베스트 일레븐에 선정되었다.
2022 시즌 리그 30경기에 출장해 32실점를 기록하며 시즌을 마무리했다. 2022 시즌 리그 베스트일레븐 후보에도 올랐다.
김천과의 승강 플레이오프 2차전에서도 활약하며 클린시트를 기록, 4 – 0 승리를 이끌며 팀의 승격에 공헌했다.
2022 시즌 종료 후 팬들이 선정한 PLAYER OF THE YEAR 베스트11에 선정됐다.
팀과 함께 승격하며 2년 만에 K리그1 무대로 돌아왔다.
20R 서울과의 원정경기에서 5개의 선방을 기록하며 시즌 4호 클린시트를 달성, Fotmob 기준 평점 8.5점을 받았고 MOM에 선정되었다. 좋은 폼과는 별개로 대전은 최근 7경기에서 1승 4무 2패라는 부진한 성적을 기록 중인데 빠른 반등이 필요하다. 30라운드 울산과의 원정경기에서 비록 주민규에게 페널티 킥으로 한 골을 헌납하긴 했지만 후반전 막판 주민규의 두 번째 페널티 킥을 선방하면서 1 – 1 무승부에 기여했다. 11월 25일 제주와의 원정경기에서 엄청난 슈퍼 세이브를 여러 차례 선보이며 팀의 2 – 0 승리를 이끌었는데 이를 두고 이민성 감독이 “내가 봐도 미쳤다”고 언급하며 찬사를 보내기도 했다.
2024년 1월 16일, 대전과 재계약을 체결하였다. 지난 시즌에 이어 부주장직을 연임한다. 5라운드 울산과의 홈경기에서 압도적인 퍼포먼스로 울산의 슈팅을 모두 막아내고 2 – 0 클린시트 승리에 기여하며 5라운드 베스트 11에도 선정됐다. 29라운드 광주와의 홈경기에서 후반전 결정적인 선방을 보여주면서 팀의 2 – 0 무실점 승리에 기여했고 79분 골킥이 김인균에게 향했는데 골을 만들어내며 어시스트까지 기록하였다. 캡틴인 주세종이 폼이 급격히 다운되며 2순위 주장자리를 맡고있는 이창근이 그라운드 위에서는 실실적 주장역할을 하고 있는듯하다. 34라운드 전북과의 원정경기에서 파이널 라운드 첫경기에도 사실 출전이 불투명했지만 놀라운 회복속도를 보이며 부상을 털고 복귀전을 치렀다. 여전한 K리그1 최상위권인 선방능력을 과시하며 안정적인 모습을 보여주었고 팀은 2 – 0으로 승리하며 무실점 경기를 이끌었다. 37라운드 인천과의 원정경기에서 선방 8번을 기록하는 엄청난 활약 속에 팀의 승리를 이끌어내며 대전은 잔류에 성공했다.

### K리그 올스타전
전반기 뛰어난 활약으로 팀 K리그 팬 일레븐 후보에 이름을 올렸고, 조현우를 제치고 K리그 올스타전 골키퍼 부문 1위로 선발되어 아틀레티코 마드리드와의 경기에 소집되었다. 비록 여름 들어 다소 부진했지만, 올스타전에서는 알바로 모라타와 앙투안 그리즈만 등의 슈팅을 6차례 슈퍼세이브하며 0 – 1로 전반을 마무리, 인생 경기를 펼쳤다. 후반에는 조현우가 출전했고 팀 K리그는 3 – 2 역전승을 거두며 전반 활약이 더욱 돋보였다. 이 경기를 통해 국내외 팬들과 해설자 한준희로부터 극찬을 받았으며,이번 대회의 주인공이라는 평가를 받았다.

### 국가대표 경력
이창근은 2012년 AFC U-19 챔피언십에서 U-20 대표팀의 주장으로 팀의 우승을 견인하였고 이듬해에 열린 2013년 FIFA U-20 월드컵에서 8강 진출을 이끌었다. 그리고 2015년 대한민국 U-23 대표팀에 발탁되어 킹스컵에 참가하여 우승에 일조했고 12월 26일 신태용 감독이 이끄는 2016년 AFC U-23 챔피언십에 출전하는 대한민국 대표팀 최종 명단에 포함되어 팀의 준우승과 함께 8회 연속이자 통산 10번째 올림픽 본선 진출에 이바지했으며 2020년 11월 17일 카타르와의 평가전에서 후반 시작과 함께 구성윤을 대신해 교체 투입되면서 국제 A매치 데뷔전을 치렀고 팀은 2-1로 승리하며 한국 축구 A매치 통산 500승의 금자탑을 쌓았다.

## 수상

### 국가대표

#### 대한민국
- AFC U-19 챔피언십 : 우승 (2012)
- 킹스컵 : 우승 (2015)
- AFC U-23 챔피언십 : 준우승 (2016)

## 기타
K리그1 2018시즌을 앞두고 친동생 이창훈이 제주 유나이티드에 입단하며, 형제가 프로축구팀에서 한솥밥을 먹기도 했다.